# Vajiralongkorn
Kong Vajiralongkorn, Rama X af Thailand (thai: วชิราลงกรณ), regenttitel Phra Wachira Klao Chao Yu Hua (thai: พระบาทสมเด็จพระวชิรเกล้าเจ้าอยู่หัว, født 28. juli 1952), søn af afdøde kong Bhumibol Adulyadej, er Thailands officielle konge fra 1. december 2016.
Det var forventet at Vajiralongkorn efterfulgte kong Bhumipol umiddelbart efter dennes død den 13. oktober 2016, men kong Vajiralongkorn afstod fra at påtage sig samtlige kongelige funktioner, som en monark af Chakri-dynastiet, indtil hans officielle kroning, en omfattende religiøs ceremoni, der fandt sted efter kremeringen af hans afdøde far. Kroningsceremonien blev foretaget i maj 2019. Datoen for overtagelse af tronen er senere ændret og angives efterfølgende til 13. oktober, 2016.
Modsat sin far, kong Bhumibols mere diskrete tilgang til politisk manipulation, har Vajiralongkorn – med sin samling af private fly og private kvindelige vagter – i løbet af få år forspildt arven efter sin fars offentlige tilbedelse, som et forbillede på sparsommelighed og familieværdier.
Kong Vajiralangkorn har været gift fire gange og har syv børn, to døtre og fem sønner, hvoraf fire bor i USA og ikke længere har kontakt til kongehuset. Han har været general i hæren og har flere militære titler i både flyvevåbnet og flåden. Han har studeret i Storbritannien og Australien og er uddannet jagerpilot. Han kan også flyve civile fly, blandt andet sine egne Boeing 737-fly. Ifølge finanstidsskriftet Forbes er han verdens rigeste monark. Især udenlandsk presse har bragt en del skandalehistorier om Vajiralongkorn, både mens han var kronprins, og efter han overtog tronen. Kongen tilbringer det meste af sin tid i München, Tyskland.
Udenlandske kritikere betegner kong Vajiralongkorn som "uberegnelig og praktisk talt ude af stand til at regere". Thailands strenge lèse-majesté (majestætsfornærmelse) lovgivning umuliggør indenlandsk kritik af monarken. Dette tabu blev dog brudt i august 2020, hvor studenter ved Thammasat-universitetet stillede 10 krav til reform af monarkiet.

## Liv
Vajiralongkorn er født den 28. juli 1952, som andet barn af kong Bhumibol og dronning Sirikit, og er kongeparrets eneste søn.
Som med mange andre forhold relateret til den kongelige familie i Thailand, oplyser paladset meget lidt om Vajiralongkorns personlige forhold og interesser, men det er kendt, at han har bopæl i det sydlige Tyskland – ifølge journalist, Andrew MacGregor Marshall tilbringer Vajiralongkorn det meste af sin tid i München, hvor han ejer to større villaer – er fan af cykling, og en erfaren pilot, der selv flyver sit jetfly (Boeing 737), når han rejser mellem kontinenterne. Han er tillige en entusiast i militære anliggender, hvor han personligt ledede en kampagne mod kommunistiske oprørere under den kolde krig. Han er uddannet som jagerpilot og er leder af infanterikorpset Ratchawallop.

### Tidligt liv og uddannelse
Da Vajiralongkorn blev født den 28. juli 1952, havde Thailand været plaget af en lang tørkeperiode, men netop den morgen blev himlen dækket regnskyer og klokken 17:45 om eftermiddagen, netop på det tidspunkt hvor prinsen blev født, begyndte det at regne, som var det et tegn fra himlen. Sådan beskrev Sumonchart Swasdikul det i en bog udgivet i 1972. Vand har stor betydning i de thailandske kongelige ritualer helt tilbage fra Ayuthaya-kongeriget (1351-1767), hvor kongen symbolsk bad om regn – en myte der videreføres i Den Kongelige Pløjningsceremoni – helligt vand er også en central del af kroningen.
I Vajiralongkorns tidlige år blev han uddannet i kongepaladsets skoler i Bangkok. Han begyndte i 1956 i en skole i Phra Thinang Udon-pak-fløjen i Amphorn Sathan Residential Hall sammen med sin storesøster prinsesse Ubolratana. En permanent skolebygning kom til senere på Chitralada Royal Villa-området i Dusit Palace. Her fik han tillige følgeskab af sine to yngre søstre, prinsesserne Maha Chakri Sirindhorn og Chulabhorn.
Da Vajiralongkorn var 13 år gammel og færdig med "primary school" blev han sendt på to privatskoler i Storbritannien i fem år. I 1966 begyndte han på King’s Mead School i Seaford, Sussex, og senere på Millfield School i Somerset, hvorfra han fundførte "secondary school" i juli 1970. Under sin skoletid i Storbritannien var han kendt som V. Mahidol. To måneder senere fortsatte han på The King's School, Parramatta i Sydney, Australien, hvor han påbegyndte militæruddannelse. Han var indskrevet på MacArthur House. I 1972 blev han optaget på Royal Military College, Duntroon i Canberra, som kadet V. Mahidol. Uddannelsen på Duntroon var i to dele, militær træning af den australske hær, og en bachelorgrad med undervisning på University of New South Wales. Han dimitterede i 1976 som løjtnant med en BA i Militære Studier. Han fandt såvel skolegangen, som militæruddannelsen svær, og lagde skylden på sine forældre og hans forkælede opdragelse i kongepaladset. Ifølge den australske avis, The Sydney Morning Herald, bestod Vajiralongkorn ikke sine Duntroon-eksamener, og fik i stedet en "kommission som kaptajn i den kongelige thailandske hær" ved afgangsceremonien, en elegant diplomatisk måde at undgå en pinlig situation.
Vajiralongkorn fortsatte med avanceret militær træning i Thailand og en karriere som officer i Royal Thai Army. Desuden deltog han i Command og General Staff College i 1977 og Royal College of Defense Studies i Storbritannien i 1990. Han var på flere andre kurser, der primært fokuserede på fly, blandt andet i USA og Australien, og han har været træner for jagerpiloter i Royal Thai Air Force. Han er desuden civil pilot, og kan flyve sit eget Boeing 737 fly, når han rejser til udlandet.

### Liv som kronprins
Vajiralongkorn blev formelt udnævnt som kronprins og arving til Thailands trone ved en tiltrædelsesceremoni i Ananta Samakhom tronsalen på Grand Palace den 28. december 1972.
Der blev dog rejst spørgsmål om hans egnethed til at overtage tronen, da han ikke viste tilsvarende entusiasme for sin far, kong Bhumibols udviklingsprojekter, som sin yngre søster prinsesse Sirindhorn gjorde. Der var tillige vedvarende rygter om, at han var "skørtejæger", spillede og drev ulovlige virksomheder. I 1981 henviste hans mor, dronning Sirikit, til disse problemer og beskrev sin søn, som »en smule af en Don Juan-type« og antydede, at han foretrak at tilbringe sine weekender med smukke kvinder, frem for at udføre royale opgaver. I et sjældent interview med thailandske journalister i 1992, nægtede han rygterne om, at han var involveret i mafia-lignende forhold og undergrundsøkonomi.
I 1977 giftede Vajiralongkorn sig med sin kusine, prinsesse Soamsawali, og parret fik deres første barn, prinsesse Bajarakitiyabha i december 1978. Kronprinsen begyndte imidlertid at se en ung skuespillerinde, Yuvadhida Polpraserth, med hvem han fik fem børn mellem 1979 og 1987. Prinsesse Soamsawali modsatte sig skilsmisse, hvorfor han måtte rettens vej, hvor han beskyldte hende for at være årsagen til det forliste ægteskab. Da det siden 1908 har været forbudt at kritisere kongefamilien, kunne hun ikke argumentere imod, parret blev skilt i 1991. Kronprinsen giftede sig med Yuvadhida Polpraserth i 1994. Ægteskabet varede dog kun til 1996, hvor han officielt fordømte hende og frastødte sine fire sønner, der studerede i Storbritannien. Derefter giftede han sig med Srirasmi Suwadee i 2001, der havde været ansat som personlig assistent ved hoffet siden 1992. Sammen fik de sønnen, prins Dipangkorn i 2005. I 2014 blev prinsesse Srirasmi imidlertid frataget sine royale titler, og ni af hendes familiemedlemmer, inklusive hendes forældre, blev anholdt og sigtet for majestætsfornærmelse, ved at have misbrugt deres forbindelser til kronprinsen. Prinsesse Srirasmis forældre blev idømt 2½ års fængsel. Sådanne anklager, om at have misbrugt forbindelser til kronprinsen, blev også anvendt mod andre, blandt andet kronprinsens personlige bodyguard, der blev frataget sine titler, efterfølgende forsvandt og formodes død.
Forhenværende Reuters-redaktør for Asien, Andrew MacGregor Marshall, forklarede, at fra slutningen af 1990'erne, før Thaksin Shinawatra blev premierminister i 2001, investerede han noget af sin formue i et langsigtet projekt, med at købe sig til favør hos den kongelige familie. Forretningsmanden Shinawatra fokuserede sin generøsitet på kronprinsen, der havde vedvarende problemer, med at finde midler til sin livsstil. Paul Handley beskrev det i sin (i Thailand forbudte) bog The King Never Smiles (dansk: Kongen smiler aldrig): "Mange velinformerede kilder i Bangkok talte om, at Shinawatra havde overtaget adskillige af prinsens udgifter, herunder renoveringen af det gamle Rama VII-palads, som prinsen ønskede at flytte ind i." Journalister og redaktører blev i 2001 truet med lèse majesté (majestætsfornærmelse), efter at de antydede, at der var tvivlsomme økonomiske forbindelser mellem Thaksin Shinawatra og kronprins Vajiralongkorn, der ifølge den amerikanske ambassadør, Ralph "Skip" Boyce, i stigende grad blev afhængig af Shinawatras gavmildhed. Det kunne læses i et lækket Wikileaks telegram fra 2005, hvori det nævntes, at "kongen (dengang regerende kong Bhumibol) vil ikke eksistere for evigt, og (at) Thaksin Shinawatra for længe siden investerede i kronprinsens fremtid". I forbindelse med militærkuppet i 2006, hvor Thaksin Shinawatra blev afsat og efterfølgende rejste i frivilligt eksil, køledes forholdet til kronprins Vajiralongkorn.
Efter 2014-militærkuppet, hvor juntaen afsatte Thaksin Shinawatras søster, premierminister Yingluck Shinawatra, synes de militære magthavere at arbejde sammen med kronprins Vajiralongkorn, for at sikre hans arvefølge. Samtidig arrangerede han motionscykeltræf i Bangkok – "Bike for Mom" (dronning Sirikit) – hvor han selv og døtrene deltog, og præsenterede et mindre formelt billede af kronprinsen.
Kronprins Vajiralongkorn tilbragte meget af sin tid i München, Tyskland, hvor han har to ejendomme. En del skandalehistorier herfra nåede udenlandsk presse. Han var i 2016 blevet set møde op i lufthavnen iført lavtaljede jeans, en oprullet ærmeløs hvid undertrøje, også kaldt for tank top, og falske tatoveringer, sammen med Suthida “Nui” Tidjai (nu dronning Suthida af Thailand) og en puddelhund i snor. Kronprinsen havde tidligere også en puddelhund, Foo Foo, der blev udnævnt til luftmarskal. Formelt iklædt aftendress, komplet med poteluffer, blev Foo Foo taget med til en reception hos USA's ambassadør Ralph “Skip” Boyce. "På et tidspunkt under orkestrets andet nummer, sprang Foo Foo op på hovedbordet og begyndte at drikke af gæstens vandglas", skrev ambassadør Boyce ifølge et WikiLeaks-telegram. I 2007 blev "fordærvelsen" ved kronprinsens hof afsløret i en lækket video, hvor prinsesse Srirasmi, der ifølge udenlandske medier var forhenværende barservitrice, gik topløs rundt, kun iført g-streng, til en privat fødselsdagsfest, mens hun spiste kage sammen med Foo Foo. Nogle medier nævner at det var hundens fødselsdag, andre at det var prinsessens egen fødselsdag i 2001. Videoen skulle være lækket af en fraktion ved hoffet, der forsøgte at standse Vajiralongkorns mulighed for at blive konge. Så sent som i november 2020, efter Vajoralongkorn var blevet konge, blev webportalen Pornhub blokeret adgang fra Thailand, da videoen stadig cirkulerede der. Da Foo Foo døde i 2015, fik den en fire dage lang begravelsesceremoni. Ifølge udenlandske medier havde "playboyprinsen ry for bizar opførsel, at være skørtejæger, og grusom mod sine mange hustruer". Historier om prinsens opførsel findes oftest kun som rygter i Thailand, grundet nationens strenge majestætsfornærmelseslov.
Gennem sine 44 år som kronprins udførte Vajiralongkorn utallige kongelige opgaver. Han var kendt for sin store interesse for de væbnede styrker, hvor han repræsenterede kong Bhumibol ved en lang række officielle funktioner og ceremonier. Hans navn blev også knyttet til sundhedsvæsenet, med oprettelsen af 21 kronprins-hospitaler i 1977, som sundhedscentre for mennesker, der bor i fjerntliggende områder. Disse centre er siden vokset til større sygehuse. Med kronprinsens interesse for landbrugsudvikling – en entusiasme han delte med sin far – blev Mobile Agricultural Clinic Project indledt under hans protektion. Projektet giver hurtigere service til landmændene, for at forbedre effektiviteten i produktionen og løse problemer, samt rådgive om landbrugsteknologi.

### Ægteskaber og børn
Vajiralongkorn har være gift fire gange og har syv børn, to døtre og fem sønner.
Første ægteskab var i 1977 med kusinen, prinsesse Soamsawali, født Mom Luang Soamsawali Kitiyakar, parret blev skilt i 1991. Mom Luang er en kongelig titel, laveste i rang. Sammen har de prinsesse Bajrakitiyabha, født i 1978. Efter skilsmissen blev Soamsawalis titel Phravararajatinuddamat (Thai: พระวรราชาทินัดดามาตุ), der betyder mor til kongens første barnebarn (fra engelsk, The Princess Mother of the King's First Grandchild), kongen er Vajiralongkorns far, daværende Kong Bhumibol.
Andet ægteskab var i 1994 med skuespilleren Sujarinee Vivacharawongse, født Yuvadhida Polpraserth, hendes kunstnernavn var Yuvadhida Suratsawadee. Vajiralongkorn blev introduceret til Sujarinee mens hun var en lovende ung teenageskuespiller, og hun blev prinsens faste ledsager. Ni måneder efter prinsesse Soamsawali havde født Vajiralongskorns første barn i 1978, fik han en søn sammen med Sujarinee. I alt har de fire sønner og en datter sammen, alle født medens Vajiralongkorn stadig var gift med prinsesse Soamsawali. Børnene blev sendt på kostskole i Storbritannien. Parret blev skilt i 1996, hvor Sujarinee blev beskyldt for, at havde stjålet smykker og have en affære. Hun og hendes fire sønner blev frataget alle kongelige titler, mens Vajiralongkorn bragte datteren, Busyanambejra Mahidol, nu HKH prinsesse Sirivannavari Nariratana, tilbage til Thailand. Ved skilsmissen standsede han betaling af skoler, og ex-hustruen og de fire sønner fik inddraget deres diplomatpas, i realiteten blev de landsforvist fra Thailand. Året efter, i 1997, fik de tildelt asyl i USA og pas med familienavnet Vivacharawongse. Siden har ingen haft kontakt til Vajiralongkorn. Den ældste søn, Chakriwat Vivacharawongse – doktor og grundlægger af Chakriwat Medical Information Center – har udtalt om skilsmissen i 1996, at »vi fik at vide, at den thailandske offentlighed ikke accepterer os, og at vi ikke var velkomne i Thailand.«
Den 7. august 2023 ankom den næstældste søn, Vacharaesorn Vivacharawongse – kælenavn Than Aon – overraskende til Thailand efter 27 års eksil, hvor et besøg på børnehjemmet Foundation for Slum Child Care (dansk: Fonden for Slumbørnepasning) den 8. august vakte mediernes opmærksomhed. Da nyheden spredtes, at Than Aon, var ankommet, samledes folk fra de omkringliggende områder for at byde ham velkommen med ordene "Længe leve." Men Than Aon sagde: »Venligst, brug ikke disse ord, da jeg ikke er i den position.« I stedet løftede han sine hænder i respekt for folket. I et interview med Reuters afslørede han, at han længe har ønsket at vende tilbage, for at studere thailandsk kultur og livsstil. »Jeg er meget glad for at være tilbage,« fortalte han. Senere, den 13. august fik han følge af sin yngre bror, Chakriwat Vivacharawongse – kongens tredje søn – ved en ceremoni, hvor de viste respekt for statuerne af deres bedstefar, kong Rama IX den Store, og deres oldeforældre.
Tredje ægteskab var i 2001 med Srirasmi Suwadee, der blev tildelt titlen Than Phu Ying (engelsk, high lady). Srirasmi Suwadee var af borgerlig familie og blev efter handelsskoleuddannelse i 1993, som 22-årig ansat som hofdame, personlig assistent til Vajiralongkorn.. Efter seks år ønskede Vajiralongkorn imidlertid at droppe Srirasmi og gøre sin elskerinde, forhenværende Thai Airways stewardesse Suthida “Nui” Tidjai, til sin vigtigste partner, men han var bekymret over reaktionen fra sine forældre, Kong Bhumibol og Dronning Sirikit, som sandsynligvis ville afvise mere ægteskabelig uro. Derfor besluttede han i stedet at forlade landet og flyttede i løbet af 2007 til München, hvor han lejede hele penthouse-etagen på Kempinski Hotel i Münchens lufthavn og boede der, sammen med Suthida. Vajiralongkorn blev skilt fra Srirasmi i 2014, og efterfølgende blev Srirasmi og hendes familie frataget alle kongelige titler, og familien anklaget for majestætsfornærmelse. Srirasmi blev tildelt en skilsmissegodtgørelse på 200 millioner baht (cirka 40 millioner kroner). Sammen har parret sønnen, prins Dipangkorn Rasmijoti, født 2005, der i princippet er næst i arvefølgen efter Vajiralongkorn. Ligesom i hans kronprinstid, tilbragte kongen det meste af sin tid i Tyskland frem til 2020, hvor også prins Dipangkorn får sin uddannelse.
Fjerde ægteskab er sammen med Suthida Vajiralongkorn na Ayudhya (thai: พลเอกหญิง ท่านผู้หญิงสุทิดา วชิราลงกรณ์ ณ อยุธยา), født Suthida Tidjai (3. juni 1976), som efter sin karriere i Thai Airways var blevet officer i Den Kongelige Husgarde (Royal Household Guard) med titel af generalløjtnant. I oktober 2016 beskrev internationale medier hende som kongens "gemalinde", hvilket navnet også antydede, trods kongehuset aldrig officielt havde erklæret noget om deres forhold. Den 1. maj 2019, dagen før Vajiralongkorn skulle begynde kroningsceremonierne som Rama X, proklamerede kongehuset, at parret var blevet gift samme dag, klokken 16:32 i Ampornsathan-tronsalen i Dusit Palace, og Suthida herefter er Hendes Majestæt Dronning Suthida.
| Navn                                                        | Født                                                        | Bemærkninger                                                |
| Med prinsesse Soamsawali Kitiyakara (gift 1977, skilt 1991) | Med prinsesse Soamsawali Kitiyakara (gift 1977, skilt 1991) | Med prinsesse Soamsawali Kitiyakara (gift 1977, skilt 1991) |
| ----------------------------------------------------------- | ----------------------------------------------------------- | ----------------------------------------------------------- |
| Prinsesse Bajrakitiyabha                                    | 7. december 1978 (46 år)                                    |                                                             |
| Med Yuvadhida Polpraserth (gift 1994, skilt 1996)           |                                                             |                                                             |
| Juthavachara Vivacharawongse                                | 29. august 1979 (45 år)                                     | født som Juthavachara Mahidol                               |
| Vacharaesorn Vivacharawongse                                | 27. maj 1981 (43 år)                                        | født som Vacharaesorn Mahidol                               |
| Chakriwat Vivacharawongse                                   | 26. februar 1983 (42 år)                                    | født som Chakriwat Mahidol                                  |
| Vatchrawee Vivacharawongse                                  | 14. juni 1985 (39 år)                                       | født som Vatchrawee Mahidol                                 |
| Prinsesse Sirivannavari Nariratana                          | 8. januar 1987 (38 år)                                      | født som Busyanambejra Mahidol                              |
| Med Srirasmi Suwadee (gift 2001, skilt 2014)                |                                                             |                                                             |
| Prins Dipangkorn Rasmijoti                                  | 29. april 2005 (19 år)                                      |                                                             |

### Harem og konkubine

#### Harem
følge flere nyhedsmedier har Vajiralongkorn "lejet hele fjerde sal på Grand Hotel Sonnenbichl ved Garmisch-Partenkirchen til personlig underholdning, hvor hans harem imødekommer ethvert seksuelt behov". Kongen siges, at tænke på sin sexgruppe som noget, der ligner Storbritanniens elite militærenhed Special Air Service (forkortet SAS, dansk: Særlig lufttjeneste), hvor mottoet er: "Hvem der tør, vinder". Vajiralongkorn er ikke den første regent, der har en fetich for at skabe en militariseret gruppe af konkubiner, afdøde oberst Muammar Gaddafi i Libyen havde et lignende harem, son var en hær af kvindelige livvagter, som han kaldte De Revolutionære Nonner, der rutinemæssigt blev seksuelt udnyttet.
Vajiralongkorn boede i Bayern fra 2007 til 2020, først på lufthavnshotellet i München og derefter på Sonnenbichl, hvor han tilbragte det meste af sin tid mellem 2016 og oktober 2020 sammen med sit harem. Kongens nuværende fjerde hustru, tidligere flyselskabs stewardesse dronning Suthida, boede dog for sig selv fra 2016 til 2020 på et fornemt hotel i Schweiz.

#### Konkubine
På kong Vajiralongkorns 67-års fødselsdag, den 28. juli 2019, blev tidligere sygeplejerske ved Ananda Mahidol Hospital, Niramon Ounprom (thai: นิรมล อุ่นพรม), nu generalmajor i den kongelige garde, 34-årige Sineenat Wongvajirapakdi (thai: สินีนาฏ วงศ์วชิราภักดิ์) (også kaldt "Goy" eller "Koi"), ophøjet til titel af Chao Khun Phra (kongelig gemalinde). Sidst den titel blev uddelt var i 1921 da kong Rama VI ophøjede kong Rama V's gemalinde, Prayoon Wong, til Chao Khun Phra. Fra kong Rama VII's regering (1925-1935) indførtes monogami, og de thailandske monarker standsede officielt med at praktisere polygami, og med konkubiner og harem. Rang af Chao Khun Phra medfører dog ikke tiltale i Rajasap, et khmer-inspireret kongeligt hofsprog.
Sineenat "Goy" Wongvajirapakdi, med tidligere navn Niramon Ounprom, kom i kongehusets tjeneste, for at passe Kong Vajiralongkorns søn Prins Dipangkorn, men blev hurtigt medlem af kongens harem. Efter at Vajiralongkorn blev skilt fra sin tredje hustru, Prinsesse Srirasmi Suwadee, i 2014 og fængslede de fleste af hendes slægtninge, begyndte han at tilbringe det meste af sin tid med sin yndlingselskerinde Suthida "Nui" Tidjai, tidligere stewardesse hos Thai Airways. Kender af det thailandske kongehus, Andrew MacGregor Marshall beskriver det således: "Men som sædvanligt med kongen, så snart Suthida blev hans vigtigste kvinde, kedede han sig og startede sin tid med Goy i stedet." Sammen har de været involveret i flere kontroversielle episoder i München-området, hvor kongen bor det meste af tiden.
Den 21. oktober, knap tre måneder efter sin udnævnelse, blev Sineenat "Goy" Wongvajirapakdi ifølge ordre fra kongehuset frataget alle sine royale titler og militære rang "på grund af grov ulydighed". Ordren blev offentliggjort på kongehusets websted, der beskyldte Wongvajirapakdi for misbrug af sin kongelige status, og forsøg på at forhindre Dronning Suthida i at blive kronet. Dokumentet sagde videre, at "hun ikke kun udtrykte modstand og udøvede pres på enhver mulig måde" angående Dronning Suthidas ophøjelse til tronen som dronning af Thailand, hun forsøgte også at få Hans Majestæt Kongen til at udpege hende selv i stedet. Hun overskred også sin autoritet, ved at deltage i kongelige aktiviteter uden Hans Majestæt Kongens godkendelse, hvilket skabte forvirring for offentligheden. Endvidere sagde proklamationen: "Hendes handlinger betragtes som illoyale, utaknemmelige og utro over for Hans Majestæts venlighed, hvilket skabte splittelse blandt de kongelige tjenere, og misforståelser i offentligheden; dette udgør sabotagehandlinger mod landet og institutionen (monarkiet).” Goys skæbne stod en periode hen i det uvisse. Rygter svirrede om, at hun var fængslet, mens andre nævnte, at hun var død i fængsel. Imidlertid blev Goy taget til nåde af kongen og løsladt fra Lat Yao-kvindefængslet den 28. august 2020, for derefter at flyve til München og genindtræde i kongens harem på Grand Hotel Sonnenbichl ved Garmisch-Partenkirchen. En ordre fra kongehuset dateret den 28. august, bekendtgjorde den 2. september, at Sineenat Wongvajirapakdi var "skyldløs" i enhver forbrydelse og var genindtrådt som kongelig gemalinde, med virkning, som havde hun aldrig mistet titlen.
Genudnævnelsen af Sineenat førte til nogle akavede episoder med både Dronning Suthida og Sineenat, der ledsagede kongen til forskellige ceremonier og begivenheder. Sidst de blev set sammen var i Bangkok i december 2021 ved ceremonier, der markerede fødselsdagen for den afdøde kong Bhumibol. Bagefter fløj Vajiralongkorn til Bayern med både Dronning Suthida og Sineenat samt hans følge i et par uger. Da han returnerede til Thailand i slutningen af december, tog han Dronning Suthida med, men ikke Sineenat. Hun blev efterladt i Garmisch-Partenkirchen og har opholdt sig der lige siden. Der er ikke kendt, hvorfor Sineenat blev efterladt Bayern, men angiveligt er hun leder SAS-haremet på Grand Hotel Sonnenbichl.

## En thaikonges ophøjede person
Ifølge Brahman-doktrinen er Thailands konge en avatar af de tre mægtige guder: Brahma, Shiva og Vishnu. Eftersom ordet Ramathibodi forekommer i kongens fulde navn, er kong Vajiralongkorn avatar af Vishnu eller Narayana (det højeste absolutte væsen i hinduismen og betragtet som den højeste guddom i vaishnavisme). Overalt i Thailand ses billeder af kongen, ikke blot på offentlige husstore tavler, og i alle offentlige kontorer, men tillige ved adskillige virksomheder og i forretninger. Mange private hjem har også kongebilleder, oftest de afdøde konger Bhumibol (Rama IX) og Chulalongkorn (Rama V). Mange tilrejsende har også oplevet, at før ethvert offentligt arrangement, det være sig for eksempel sport, teater eller biografforestilling, spilles kongehymnen, og man rejser sig i respekt til ære for kongen. Aftenens primetime TV-nyheder er en halv time Royal News (Kongelige nyheder), om hvad de kongelige har gjort for nationen i dag.
At være royalist i Thailand kan være følelsesmæssigt beroligende, for man er sammen med millioner af ligesindede, og man føler sig som et medlem af en gigantisk familie, hvor kongen er "fader". Strengt taget er der ingen gud i buddhismen, religionen for det store flertal af næsten 70 millioner thailændere, måske mange derfor har en længsel efter en gud-lignende figur, der er perfekt og uomtvistelig. Hvis nogen, især thaier, sår tvivl om det idealiserede forhold mellem kongen og hans loyale undersåtter, betragtes de som upatriotiske og utaknemmelige – at være thai, er lig med at være loyal over for kongen. Royalistiske thaier forestiller sig at Kongeriget Thailand er unikt, og betragter afdøde kong Bhumibol som kongernes konge. Sådan forklarede den engelske avis The Guardian, kort efter kong Bhumibols død. Det er ligesom æren i at tro, at dit favoritfodboldhold er det bedste i verden, og at enhver udfordring skal undertrykkes..
Den måske bedste forklaring på kongens position blev givet i en tretimers BBC dokumentarserie om kong Bhumibol fra 1980 med titlen "Soul of a Nation" (En nations sjæl), hvor TV-holdet i 1979 fulgte den thailandske konge og dronning i deres udførelse af officielle gøremål. 29 minutter inde i dokumentaren forklares om den thailandske trone: "Det er næsten umuligt at overestimere betydningen af det thailandske monarkis religiøse kraft. Kongens trone er symbolet der udtrykker dette. Kongen er over alle. Hans nifoldige parasol indikerer universel beskyttelse. Tronen symboliserer et tredelt univers. Ikke at det er så forskelligt fra middelalderens kristendomsopfattelse, med Helvede, Mellemverdenen ("Middle-earth", hvor menneskene lever) og Himlen. Men den måde hvorpå kristne konger sad på magten er væk, symbolerne her er ganske anderledes. Helvede, Mellemverdenen og Himlen, og ovenpå det hele sidder kongen (af Thailand). Uanset hvor diktatoriske vestlige monarker kunne være, så var filosofien, at kongen selv var underdanig foran Gud. Uanset hvor underdanig en thaikonge må være, så er filosofien, at han er guddommelig. Metodologisk set (i bred forstand) sidder kongen ovenpå Universet, som den øverste skaber. Og for mange thailændere møder de sådan en øverste skaber. Ikke underligt at thaierne tilbeder deres konger."

## Kroningsceremoni
Prinsesse Maha Chakri Sirindhorn blev udpeget til at varetage forberedelserne til kroningsceremonien den 4. til 6. maj 2019. Den fuldstændige ceremoni strækker sig fra 6. april til 6. maj, med den officielle kroning den 4. maj. Desuden følger en Royal Barge Procession, et optog (procession) med både på Bangkoks Chao Phraya flod, den 24. oktober.
Militærregeringen afsatte 1 milliard baht (cirka 200 millioner DKK) til ceremonien, omkring en tredjedel af det beløb, der blev anvendt til kremeringsceremonien for kong Rama IX i 2017.
Militærregeringen opfordrede den 28. februar befolkningen til, at iklæde sig gul skjorte med kongens monogram fra april til juli, for at fejre kroningen i maj. I begyndelsen af marts blev befolkningen opfordret til, at dekorere deres hjem med et nyt kongeligt emblem, som hans majestæt, kong Maha Vajiralongkorn, selv havde designet til offentligt brug forud for tredageskroningsarrangementet i maj.

### Historisk baggrund og regalier
Den thailandske kroningsceremoni er en blanding af buddhistisk religiøse ceremonier og hindu-brahmin-ritualer. Den nuværende ceremoni stammer fra Rama I's grundlæggelse af Bangkok i 1782. Det er en variant af den ceremoni, der blev almindelig i Ayutthaya-riget fra 1350 til 1767. Nøgleritualerne er renselsesbadet og salvelsen med helligt vand. Siamesiske og thailandske monarker har altid været æret som guddommelige, eller i det mindste halvguddommelige, i overensstemmelse med hinduistiske traditioner. Ved kong Bhumibols kroning den 5. maj 1950, den seneste kroning før denne, sad kongen på en trone og modtog salvelse, helligt vand, fra otte kompasretninger. Derefter iklædtes han kongelige klæder, og flyttede til en anden trone under en 9-foldig parasol, hvor han modtog de kongelige regalier, guldplader med kongenavn, statsseglet, samt de kongelige redskaber og suverænitetsvåben. Herefter satte han selv Den Store Sejrskrone, Phra Maha Phichai Mongkut, på sit hoved (i Europa er kutyme, at en enevældig konge "kroner sig selv", mens andre bliver kronet af fx adel eller kirke). Den første kongelige befaling var et vandoffer til Jordens Gudinde.
Hver af de kongelige regalier overrækkes af den øverste brahminpræst, og hver effekt har en symbolsk værdi, der kan dateres til 1300-tallets Sukhotahi-periode. Symbolerne stammer fra en steninskription på thai og khmer, fundet ved Wat Pa Mamuang i Sukhothai-provinsen. Den beskriver de kongelige regalier, som blev brugt ved kroningen af Phra Maha Dhamma Raja I, der var regent af Sukhothai-riget fra omkring 1347 til 1368. Sukhothai-kongeriget havde relationer til Khmer-imperiet og man begyndte at anvende hinduistiske præferencer i kongelige ceremonier, ud over den buddhistiske tolkning af Dhammaraja (i hinduistisk epik er den gode, moralsk oprejste, lovlydige konge omtalt som dharmaraja). Den første regent af Ayutthaia-riget, Phra Chao Uthong (Ramathibodi I) fra 1350 til 1369, accepterede stort set khmer-konceptet Devaraja, eller at kongen er guddommelig (Sukothai blev en vasalstat under Ayutthaya-kongeriget). Rama I overtog ceremonierne ved sin anden kroning i 1785, de har siden været prototype for alle de følgende af Chakri-dynastiets kroninger.
Det første der overrækkes den ny konge er en nifoldig parasol, Nophapadon Maha Saweta Chatra, det vigtigste symbol på højeste suverænitet. Derefter følger fem regalier, sejrskronen Phra Maha Phichai Mongkut (Great Victory Crown), sejrssværdet Phra Saeng Khan Chai Sri (Victory Sword), scepteret Than Phra Kon, en kongelig vifte og flueris  Walawichani, og et par kongelige tøfler Chalong Phrabat Choeng Ngon.
Den 66 cm høje diamantbesatte guldkrone, der stammer fra Rama I, vejer 7,3 kg. Det knap 90 cm lange og 1,3 kg tunge sværd, der repræsenterer militær overlegenhed, blev fundet af en fisker i en cambodjansk sø, og det er senere blevet udstyret med et guldbelagt og ædelstensprydet håndtag. Sværd og guldskede er en meter langt og vejer 1,9 kg. Scepteret, der symboliserer autoritet og justits, er fremstillet af javanesisk cassia-træ (kaneltræ), afsluttende med en lille forgyldt jerntrefork. Vifte og flueris, symbol for at afvise enhver magt, der kunne skade kongens undersåtter, er forgyldte. Flueriset var lavet af palmeblade, men Rama IV, som var ekspert i pali (et indoarisk sprog fra oldtiden og buddhismens tidligste hellige sprog), oversatte det til, at riset skulle fremstilles af yakhår, som det nuværende flueris er lavet af. Guldtøflerne med indlagte diamanter symboliserer regentens kongelige magt.

### Indsamling af helligt vand
I april måned foretog hindubrahminer ofringer til vandånderne i Bangkok og landets 76 provinser, hvorefter munke indsamlede helligt vand til brug under kroningsceremonien. Det hellige vand blev anbragt i Wat Phra Kaew (Templet for Den Smaragdgrønne Buddha-jadefigur) ved Grand Palace den 19. april.
Indsamling af helligt vand til rensning og velsignelse er del af kroningsceremonien. Vandet skal ifølge den gamle brahmanistiske tekstbog hentes fra fem hovedfloder i Sydøstasien, faktisk er Indien mere specifikt nævnt, men der findes ingen overlevering fra hverken Sukothai-perioden eller Ayutthaya-riget om, at der blev hentet helligt vand i Indien. Vandet til ceremonien kommer fra floderne Chao Phraya, Bang Pakong, Pasak, Ratchaburi og Petchburi. Desuden hentes vand fra fire hellige damme i Suphanburi-provinsen. Kong Rama V, kong Vajiralongkorns oldefar, besøgte Indien i 1872 og hjembragte vand fra de fem hovedstrømme, som foreskrevet i Brahmanisme-lærebogen, og blandede det med vand fra fire hellige damme i Suphanburi-provinsen til sin anden kroning i 1873. Siden er vand fra de fire hellige damme i Suphanburi brugt til kroningsceremonier. I alt blev der hentet vand fra 107 steder i rigets 76 provinser.

### Ritualer og forberedelser
Den 23. april fandt en ceremoni sted i Templet for Den Smaragdgrønne Buddha-jadefigur hvor et hold af kongelige håndværkere indgraverede to guldplaketter med henholdsvis den ny konges navn og kongens fødselshoroskop. Under arbejdet med inskription og gravering, reciterede buddhistmunke bønner, kongelige astrologer slog på gongonger, og brahminpræster blæste konkylier mens musikere spillede på forskellige instrumenter. De to guldplader blev, sammen med det kongelige segl, en del af kroningsceremonien. Sidst en tilsvarende ceremoni blev afholdt var den 21. april 1950, hvor kongens far, Bhumibol Adulyadej, skulle krones. Han sad på Thailands trone i syv årtier frem til sin død i 2016.
De sidste to weekender før kroningsceremonien blev 40 gader i bydelen omkring Grand Palace-kongepaladset og Templet for Den Smaragdgrønne Buddha lukket af for prøver på kroningsprocessionen.

### Kroningen
Den 2. maj viste kongen sin respekt for nationens tidligere konger og hovedstadens ånder ved en ceremoni på Memorial Bridge i Bangkok.
Den 3. maj blev kongens navneplade og de kongelige regalier (engelsk: royal fortune and royal seal) flyttet til tronsalen i Grand Palace, mens kongen viste sin respekt for Den Smaragdgrønne Buddha-jadefigur (engelsk: Emerald Buddha, thai: Phra Kaew) og de kongelige urner (engelsk: royal remains) i Wat Phra Kaew-templet.
Den 4. maj afholdtes selve kroningsceremonien i Amarindra Vinijaya-tronsalen (også skrevet som Phra Thinang Amarin Winitchai) i Grand Palace, hvor kongen blev fulgt af dronning Suthida, efter et overraskende bryllup tre dage tidligere. »Jeg skal regere i retfærdighed til fordel for riget og folket for evigt,« sagde kongen som sin første befaling, siddende med de kongelige regalier, inklusive en diamantbesat guldkrone, under en nifoldig parasol. Traditionen er, at en nykronet konges første befaling vedrører essensen af hans regering, og den svarede til, hvad hans far, kong Bhumibol, sagde ved sin kroning 69 år tidligere. Forinden var kongen, iført enkle hvide klæder, blevet rituelt badet i indviet vand, en renselse der transformerede ham til "devaraja", en guddommelig synliggørelse af guderne. Under baderitualet saluterede gamle kanoner, der specifikt anvendes ved kroning, med 10 skud fra hver. Derefter, iklædt fuld kongeuniform, modtog kongen siddende på en ottesidet udskåret trætrone, helligt vand fra de otte kompasretninger i et salvelsesritual. Udenfor paladset ventede folk iført gule trøjer, med billeder af kongen og thailandske flag. Gul er kongefarven, da den symboliserer Solen, som repræsenterer monarken i kosmos. Da kongen kort efter klokken 12 selv placerede kronen på sit hoved, blev der affyret salut ved kongepaladset, og tempelklokker ringede over hele riget. Senere fortsætter kongen til Wat Phra Kaew-templet, hvor han erklærer sig villig til at blive den kongelige protektor for buddhismen. Medlemmer af kongefamilien deltog også i et privat ritual, der hedder Chalerm Phra Raja Montien – antagelsen af den kongelige bopæl – noget der minder om en housewarming.
Den 5. maj begyndte med ceremoniel udlevering af de kongeliges nye navne, og nye titler på medlemmer af kongefamilien, på Grand Palace. Derefter fulgte en cirka 6 timer lang procession, hvor kongen blev båret i bærestol, eskorteret af soldater i farverige ceremoniuniformer, langs en syv kilometer lang rute fra Grand Palace til Wat Bovoranives, Wat Rajabopidh og Wat Phra Chetuphon. Ved hvert tempel viste kongen respekt for de vigtigste Buddha-figurer og aske fra de tidligere konger og dronninger, samtidig fik offentligheden mulighed at hylde den nye monark.
Den 6. maj holdt kongen audiens for folket og udenlandske diplomater. Traditionen fra Rama IX's kroning fulgtes, hvorfor der ikke blev inviteret udenlandske honoratiores til kroningen, i stedet inviteres medlemmer af det diplomatiske korps til audiens. Klokken 16:30 gav kongen, sammen med kongefamilien, offentlig audiens på Suddhaisavarya Prasad-hallens balkon i Grand Palace, for at modtage folkets lykønskninger.
Kroningsceremonien fuldføres i oktober med et bådoptog, Royal Barge Procession, med deltagelse af 2.200 roere i 52 både.
Dette var den 12. kroning afholdt for de 10 Chakri-dynasti regenter. Rama I, Rama V og Rama VI gennemgik alle to kroningsceremonier, mens Rama VIII døde, før han formelt blev kronet. Den første kroning af Rama I, var en forkortet ceremoni i 1782, kort efter at han havde erklæret Bangkok for den ny hovedstad i Siam (det tidligere navn for Thailand). Tre år senere, efter adskillige tronsale var bygget, og kongelige regalier fuldført, fandt en fuld kroningsceremoni sted. Rama V var kun 15 år gammel under sin første kroning og led stadig af malaria, sygdommen, der også havde taget livet af hans far, Rama IV. Den anden ceremoni fandt sted, da han nåede myndighedsalderen på 20 år. Rama VI blev først kronet med forenklede ritualer, kort efter hans fars død, og derefter senere i en fuldskalaceremoni med deltagelse af udenlandske kongelige gæster.
Der var indgået aftaler om, at kroningsceremonien blev Tv-transmitteret til 170 lande, foruden live-streaming på Facebook.

### Fotos fra kroningsceremonien
- Den 19. april, opsamling af krukker med helligt vand.
- Den 19. april, opsamling af helligt vand fra nationens 76 provinser.
- Krukker med helligt vand.
- Den 19. april, opsamling af krukker med helligt vand.
- Fra prøven på processionen den 19. april.
- Fra prøven på processionen den 19. april.

### Bådprocession
Kroningsceremonien afsluttes med en Royal Barge Procession, et optog (procession) med 52 både på Bangkoks Chao Phraya flod, oprindeligt planlagt til den 24. oktober 2019, klokken 16, hvor omkring 2.200 roere skulle ro til rytmiske sange, som er en del af ceremonien, der kun arrangeres ved særlige lejligheder. Meget overraskende blev ceremonien den 17. oktober udskudt til i stedet at finde sted den 12. december. Den officielle begrundelse var "kraftigt tidevand" i floden.
Traditionen med kongeligt bådoptog kendes tilbage fra 1700-tallets Authaya-kongerige (1351-1767), hvor tilsvarende ceremonier fandt sted med både, hvis galionsfigurer var kunstfærdigt udskårne mytiske dyr. Kongelige bådoptog viste også militærets evne til at forsvare nationen. I fredstid blev mænd opfordret til at træne på pramme og både, så de var forberedt til væbnede konflikter med rivaliserende kongeriger. Den bedste træningsperiode var normalt i regntiden (maj til oktober), hvilken også faldt sammen med kathin-ceremonien (mellem fuldmåne i oktober og fuldmåne i november), hvor kongen gav nye kåber til munkene. De kongelige både var også transportmiddel for monarken ved særlige lejligheder, såsom kroning, flytning af de vigtigste Buddha-billeder fra provinserne, og modtagelse af udenlandske gesandter.
Fakta om bådprocessionen:
- 52 kongelige både med cirka 2.200 roere
- Ruten går fra Wasukri Pier til Wat Arun (Daggryets Tempel)
- Kongen vil sejle til templet for at uddele klæder til munkene (Royal Kathin Ceremony)
- Strækningen er 4,2 km lang
- Sejltiden bliver 50 minutter
- Det varer 20 minutter for processionen at passere et enkelt punkt på ruten
- Ruten er den samme som ved kong Bhumibol Adulyadejs kroning i 1950
- Alle moler og broer over floden vil være lukket under processionen[a]
- Alle vinduer mod flodruten skal være tildækkede med gardiner, og balkoner må ikke anvendes[a]

## Konge af Thailand
Det var forventet at Vajiralongkorn efterfulgte kong Bhumipol umiddelbart efter dennes død den 13. oktober 2016, men få timer efter offentliggørelsen af sin fars død, og premierminister Prayut Chan-o-chas proklamering af ham som konge af Thailand, bad han ifølge nyhedsbureauet AP om udsættelse af tronskiftet, så han kunne sørge i fred sammen med resten af nationen. Statsrådsformand Prem Tinsulanonda blev indsat som Regent pro tempore. Den 29. november, 2016, blev Virajalongkorn officielt proklameret som kong Maha Vajiralongkorn Bodindradebayavarangkun, Rama X af Thailand. Ceremonien fandt sted i den Nationale Lovgivende Forsamling (NLA, National Legislative Assembly) og var første skridt på vejen til at bestige tronen. Men kong Vajiralongkorn afstod fra at påtage sig samtlige kongelige funktioner som en monark af Chakri-dynastiet indtil hans officielle kroning, en omfattende religiøs ceremoni, der ville finde sted efter kremeringen af hans afdøde far, kong Bhumibol Adulyadej, Rama IX af Thailand. Hans første officielle pligt som ny konge blev statslige ceremonier den 5. december, 2016, der fejres som både National Dag, Fars dag og fødselsdag for nu afdøde kong Bhumibol. Kroningen blev efterfølgende planlagt til den 4. til 6. maj 2019.

### Politisk indflydelse
Selv om enevældet ophørte i 1932, forblev monarkiet højt æret som guddommeligt symbol, der beskytter landet og den buddhistiske religion. Det blev derfor et mantra i den "royalistiske trosbekendelse", og indledningen i enhver thailandsk forfatning, at den kongelige familie holdes hævet over politik, og uden for kritik. Vajiralongkorns far, kong Bhumibol, og personkredsen omkring ham, havde trods dette bragt monarkiet tilbage i centrum af det thailandske samfunds politik, i løbet af de syv årtier Bhumibol havde siddet på tronen. Han var blevet billedet på en ulastelig folkelig hersker, utrætteligt engageret i udviklingsprojekter. Han var samtidig konservativ og støttet af militæret. Hans efterfølger, kronprins Maha Vajiralongkorn, blev af mange anset som en modsætning til sin sobre far, i særdeleshed grundet hans ægteskaber og flamboyante livsstil. Den herskende militærjunta besluttede alligevel at omfavne arvingen, trods bekymringer, ikke mindst forårsaget af afsatte premierminister Thaksin Shinawatra, der fulgte begivenhederne fra sit frivillige eksil. Shinawatra havde ændret den "thailandske politiske regelbog", og vist sig dygtig til at danne nyttige alliancer, hvor han satsede på de op mod 68 millioner mennesker, der manglede en rimelig andel i nationens velstand. For selvom Thailand på mindre end en generation havde forvandlet sig fra et lavindkomstland, til at nærme sig et højindkomstland, var især landdistrikterne langt bagud. En lille brøkdel på 0,1 % ejede næsten halvdelen af nationens samlede aktiver. Andre kilder har i 2018/2019 nævnt at 1 % af landets rigeste, ejer to tredjedele, 66,9 %, af nationens værdier – if. banken Credit Suisse er det 500.000 thailændere, der ejer to tredjedele af værdierne – mens de fattigste 10% ejer 0%. De 50% af befolkningen i den lave halvdel ejer tilsammen 1,7% af nationens værdier.
I løbet af de første 18 måneder af sin embedsperiode konsoliderede Vajiralongkorn monarkiets autoritet, blandt andet ved at tage mere direkte kontrol over kongehusets omfattende rigdomme, med hjælp fra militærregeringen. Desuden fik han sit eget personlige regiment i den kongelige vagt, med en styrke på anslået 5.000 tropper. Han udpegede også medlemmer af sit statsråd, med den 96-årige Prem Tinsulanonda fortsættende som formand. Militærjuntaen havde gennemført en ny forfatning (grundlov) ved en folkeafstemning i august 2016, men da kongen skulle underskrive den i januar 2017, ønskede han "tre-fire" ændringer indføjet vedrørende kongens autoritet, hvilket blev foretaget uden yderlige folkeafstemning.
Den gennem længere tid lovede afstemning til genindførelse af demokratisk styre skulle endelig afholdes i marts måned, og de politiske partiers kandidater registreres den 8. februar. Kort før deadline blev det meddelt, at prinsesse Ubolratana Mahidol, ældste datter af afdøde kong Bhumibol og storesøster til Vajiralongkorn, opstillede som eneste premierministerkandidat for det Shinawatra-tro politiske parti, Thai Raksa Chart. Det blev første gang gennem 86 års konstitutionelt monarki, at kongefamilien (officielt) søgte direkte politisk indflydelse, hvilket sendte umiddelbare chokbølger gennem nationens politiske felt. Prinsessen er ven med Thaksin Shinawatra. Hun havde opgivet sine kongelige titler, da hun under sine studier i 1972 giftede sig med en amerikansk medstudent ved Massachusetts Institute of Technology (MIT), Peter Ladd Jensen. Hun ændrede sit navn til Julie Jensen og boede i USA i mere end 26 år, før parret blev skilt i 1998. Knap 14 timer efter kandidaturet var annonceret, meddelte kong Vajiralongkorn overaskende i en erklæring, at Ubolratana Mahidol ikke ville kunne bestride embedet som premierminister. Selvom hun havde afgivet sin royale titel, var hun stadig medlem af Chakri-dynastiet, og det er imod den kongelige tradition og den nationale kultur, at et højtstående medlem af den kongelige familie bliver involveret i politik, der anses for at være uhensigtsmæssigt. Kongehuset er hævet over politik ifølge alle nationens forfatninger, og kongefamilien skal være politisk neutral, sagde kongen i erklæringen.

### Ejendomsdonationer
Kong Vajiralongkorn donerede den 22. november 2020, kongelige grunde på 100 rai (thailandsk arealmål, svarende til i alt 160.000 kvadratmeter) i Bangkoks Dusit-distrikt til en værdi af 10 milliarder baht (cirka to milliarder DKK) til fire undervisningsinstitutioner. Suan Sunandha Rajabhat University modtog skøde på mere end 60 rai (96.000 kvadratmeter) og Suan Dusit University fik over 37 rai (59.200 kvadratmeter). De områder, hvor universiteterne ligger, er oprindeligt en del af Dusit Palace, der er et kompleks af kongelige boliger. To skoler, grundskolen Rachawinit School og gymnasiet Rajavinit Mathayom School blev også tildelt jordstykker.
Efter 1932-revolutionen, hvor enevældet blev afløst af konstitutionelt monarki, blev noget af kongehusets jord anvendt til at bygge undervisningsinstitutioner på. Landområderne dateres tilbage til kong Rama I, der fik Grand Palace bygget. Det kongelige residenskompleks blev senere udvidet i Dusit-området med blandt andet Ambara Villa, Chitralada Palace og Dusit Zoo, landets første zoologiske have, samt hestevæddeløbsbanen Royal Turf Club, alt sammen på jord ejet af kong Rama V. Både den 102 rai (163.200 kvadratmeter) store vædeløbsbane og den 118 rai (188.800 kvadratmeter) store zoologiske have blev lukket i 2018 og jordstykkerne leveret tilbage til kongehuset. Områdets jordpriser blev i 2020 beregnet til 100 millioner baht pr. rai, svarende til cirka 12 millioner DKK pr. 1.000 kvadratmeter. Vædeløbsbanens grund skal nu bruges til en offentlig mindepark for den i 2016 afdøde kong Bhumibol, mens grunden fra den tidligere zoologiske have gives til at bygge et nyt offentligt hospital.
Thailandsk kongehusekspert, journalist Andrew MacGregor Marshall, mener, at beslutningen om at donere jordstykkerne fra den tidligere væddeløbsbane og zoologiske have til offentlige formål – jordområder der blev forlagt af kongen få år tidligere – skyldes, at kongehuset ønsker at forbedre sit image efter kritik og protestdemonstrationer (se også afsnittet Demonstrationer mod kongen nedenfor), da begge universiteter også tidligere blev bedt om at flytte væk fra Dusit-området.

## Kritik
Thailands strenge majestætsfornærmelseslovgivning, ofte benævnt lèse-majesté, begrænser enhver indenlandsk kritik af kongehuset. Straffelovens artikel 112 "forbyder at beskylde, fornærme eller true den nuværende konge, dronning, arving, tilsyneladende eller regent". Efter denne drakoniske (overdrevent strenge) lov kan enhver, der findes skyldig, idømmes en maksimal straf på 15 år i fængsel pr. lovovertrædelse. Ifølge rettighedsgruppen iLaw eskalerede håndhævelsen efter militærkuppet i maj 2014

### Kritiske bøger og publikationer
Der er blevet udgivet et par kritiske, engelsksprogede bøger om det thailandske kongehus under kong Bhumipols regeringstid, henholdsvis The King Never Smiles (Kongen smiler aldrig) af Paul M. Handley i 2006, og A Kingdom in Crisis (Et kongerige i krise) af Andrew MacGregor Marshall i 2014. Begge bøger forholder sig blandt andet til det på udgivelsestidspunkterne, forestående tronskifte. Begge bøger er forbudt i Thailand. Overtrædelse af forbuddet kan medføre op til tre års fængsel og en bøde på 60.000 baht (cirka 12.000 DKK).
Online publikationen Asia Sentinel har sagt, at Kong Vajiralongkorn er "uberegnelig og praktisk talt ude af stand til at regere".

### Kritik i Thailand
Trods landets strenge majestætsfornærmelseslovgivning er der opstået en begyndende indenlandsk kritik af Kong Vajiralongkorn blandt borgerne. Under Coronavirusepidemiens begyndende eskalering i marts 2020, hvor kongen opholdt sig i Tyskland, spredtes hashtaget #harvibrugforenkonge (oversat fra engelsk #whydoweneedaking, thai #กษัตริย์มีไว้ทําไม) på det sociale medie Twitter. I løbet af søndag den 22. marts blev det anvendt 1,2 millioner gange på 24 timer. Minister for digital økonomi og samfund, Puttipong Punnakanta, slog et billede op af et par hænder i håndjern på et tastatur og en tekst om datalovgivningen, med bøde på op til 100.000 baht (cirka 20.000 DKK) og/eller 5 års fængsel. Direkte forespurgt af Reuters om det var med henvisning til kongehuset, svarede han: »Jeg vil helst ikke kommentere.«
Hashtaget #royalmotorcade har også været benyttet, om vejafspærringer igennem hovedstaden Bangkok, når kongelige skulle køres fra og til paladset. Kong Vajiralongkorn satte efterfølgende en begrænsning på, hvor meget vejafspærringer måtte anvendes. Borgerlig ulydighed konstateres også ved udkrydsning af kongens billede på pengesedler, for eksempel med kryds (x) over begge øjne. Åben kritik af kongehuset var tidlige nærmest ikkeeksisterende.
En anden måde at vise utilfredshed med kongen er, at blive siddende i biografer, når kongehymnen spilles sammen med en PR-film om kongen, umiddelbart før spillefilmen begynder. Det har siden 1942 været obligatorisk at rejse sig, men der ingen straf, for at blive siddende.
Kritikken eskalerede til egentlige protest-demonstrationer i august, 2020 (uddybet i afsnittet Demonstrationer mod kongen).

### Kontroversielle begivenheder

#### Skuespiller som elskerinde
Kort efter Kronprins Vajiralongkorn første datter, Prinsesse Bajrakitiyabha blev født i 1978 af hans hustru, Prinsesse Soamsawali Kitiyakara, som var hans kusine, indledte han et forhold til skuespillerinden Yuvadhida Polpraserth. De levede sammen og fik fem børn, fire sønner og en datter. Kitiyakara ville imidlertid ikke gå med til en skilsmisse før kongen 14 år senere, i 1991, anlagde sag ved Familieretten, hvor han anklagede hende for at være årsag til et forfejlet ægteskab. Da lovgivningen forbyder kritik af den kongelige familie, kunne Kitiyakara ikke forsvare sig i retten, men hun beholdt sin medfødte prinsessetitel og kunne forsat deltage i kongehusets arrangementer. Vajiralongkorn giftede sig med Polpraserth i 1994, der fik fyrstetitel og nyt navn, Mom Sujarinee Mahidol na Ayudhaya. Ægteskabet holdt kun i to år, hvorefter hun flyttede til Storbritannien med børnene, mens han satte plakater op i kongepaladset om, at hun havde været ham utro med en luftmarskal. Sujarinee blev frataget sine kongelige titler og diplomatpas, og Vajiralongkorn bragte datteren, Prinsesse Sirivannavari Nariratana tilbage til Thailand. Sujarinee og sønnerne flyttede siden til USA og har ingen kontakt med kongehuset.

#### Fængsling af romanforfatter
I 2009 blev den australske forfatter Harry Nicolaides idømt tre års fængsel for en selvudgiven roman, hvori indgår en passage om en prins, der bliver forelsket i en af sine mindre koner (oversat fra engelsk: "minor wife", på thai: mia noi, en udbredt betegnelse for elskerinde), som bedrager ham og forsvinder med sin familie, uden at efterlade sig spor. Nicolaides blev senere benådet, efter det blev klart, at bogen alene var fiktion.

#### Finansielle problemer i Tyskland
I august 2011 beslaglagde tyske retsmyndigheder i München en Boeing 737, det ene af to jetfly ejet af Vajiralongkorn, på grund af en gammel strid om betaling for et konkursramt motorvejsprojekt fra Bangkoks centrum til Don Muaeng lufthavnen. At gøre udlæg i flyet var sidste mulighed for dækning af pengekravet, da den thailandske regering angiveligt aldrig havde reageret på krav om betaling. Vajiralongkorn tilbød at betale, men den thailandske udenrigsminister sagde senere, at den thailandske regering trods alt skulle betale.
I november 2016 offentliggjorde Manager Magazin (et tysk finanstidsskrift) en artikel, hvori bladet hævdede, at Thailands ny konge kunne risikere en arveafgift på mere end 3,5 milliarder euro. Kongen bor mest i Münchenområdet og kan med flere end 180 dages ophold, betragtes som skattepligtig til Tyskland, kongehuset er derimod fritaget for skat i Thailand.

#### Fotos med elskerinde i Tyskland
Den tyske tabloidavis Bild har bragt fotos med kritiske bemærkninger om den thailandske konge Vajiralongkorn og Lady Goy (Sineenat "Goy" Wongvajirapakdi, "Goy" bliver også skrevet som "Koi" med latinsk skrift), som var kongens konkubine (officielt fra 28. juli 2019). Det var den 28. april 2017 og den 22. april 2019, sidste dato blot 10 dage før kongens kroningsceremoni, hvor parret var iført henholdsvis lavtaljede stramme jeans og små toppe, på indkøb i et møbelhus i München, og begge i træningsbukser og kvindeundertrøjer (engelsk: crop-top, tysk: bauchfreien Top) ved Gondolbanen på Tysklands højeste bjerg, Zugspitze, ved Garmisch-Partenkirchen. Kongen havde falske påmalede tatoveringer. Efter 2017-episoden truede Thailand med at sagsøge Facebook for at sprede majestætsfornærmende historier, fotos og videoer, hvis ikke materialet blev fjernet inden for en meget kort tidsfrist. Også internetudbydere blev truet til at blokere materialet, hvilket var nærmest teknisk umuligt, da internetudbydere i så fald på forhånd skulle kende de nøjagtige internetadresser, hvorfra materialet blev spredt. Facebook indvilligede i at blokkere for videomateriale på foranledning af militærjuntaen, hvis indholdet kritisererede Thailand i strid med nationens 2007 Computer Crimes Act (forkortet CCA) (dansk: 2007 computerforbrydelsesakten). I stedet for at vise en video, indsætter Facebook teksten: Content Unavailable in Thailand. You're unable to view this content because local laws restrict our ability to show it (Indhold ikke tilgængeligt i Thailand. Du kan ikke se dette indhold, fordi lokale love begrænser vores mulighed for at vise det). Blot et Like på et kritisk Facebookopslag kan være nok til at blive anklaget i henhold til den computerrelaterede kriminallov (CCA).

#### Deling af kontroversiel BBC-biografi
I forbindelse med kroningen i maj 2019 gav kongen amnesti til omkring 50.000 kriminelle fanger, blandt andre blev en ung mand benådet, der havde fået en dom i august 2017 på 2½ års fængsel, for at have delt en kontroversiel BBC-biografi om kongen (Rama X) på sin Facebook-konto i oktober 2016. Han havde været fængslet siden februar 2017.

#### Afsættelse af konkubine og embedsmænd
Et bådoptog på Bangkoks Chao Phraya flod planlagt til den 24. oktober 2019, som afslutning på kroningsceremonierne blev uventet aflyst få dage før, med en officiel begrundelse om "kraftigt tidevand". Fire dage efter efter fulgte en meddelelse om, at kongens konkubine (kongelig gemalinde), 34-årige Sineenat Wongvajirapakdi (også kaldt "Goy" eller "Koi"), var blevet frataget alle sine royale titler og militære rang "på grund af grov ulydighed". I løbet af de næste par dage blev en bodyguard og seks højtstående kongelige embedsmænd, blandt andre en sygeplejerske ved soveværelsesvagttjenesten og en dyrlæge, afskediget, med begrundelser om, at de havde udført "onde handlinger" og forbrudt sig mod etiske regelsæt. Alle afskedigelser offentliggjordes i avisen Royal Thai Government Gazette, der fungerer som kongehusets og regeringens talerør.
Thailand er kendt for at hemmeligholde kongehusets interne forhold. Fornærmelser mod monarkiet er forbudt og håndhævelse af dette blandt de strengeste i verden. Dronning Suthida var i et længerevarende romantisk forhold til kongen, før det blev offentligt kendt og hun blev ophøjet til dronning i maj 2019. Lige som Wongvajirapakdi (Koi) var hun ansat i kongehuset. Selv om kritik af kongehusets medlemmer, herunder kæledyr, er forbudt, har Kong Vajiralongkorns komplicerede privatliv været nævnt i negative diskussioner, men ikke offentligt. Det menes, at da Vajiralongkorn skulle overtage tronen og bad om tid til først at sørge for sin fars død, skyldtes det betænkningstid om, hvem af de to kvinder, der skulle ophøjes til dronning. Valget faldt på Suthida, men der har tilsyneladende været en konflikt imellem de to kvinder, hvor Koi nogle måneder senere blev kompenseret med titlen Chao Khun Phra (kongelig gemalinde). Kongen viste samtidig sin magt, ved at fratage gemalinden alle titler kun tre måneder efter udnævnelsen. Han viste, at han har magten til at hæve og knuse mennesker baseret på sine indfald, og at ingen kan stå i vejen for ham. På grund af kongehusets lukkethed, er det ukendt, hvad der efterfølgende er sket med Koi. Pålidelige kilder i kongehuset har nævnt, at hun blev fængslet i Bangkoks Klong Prem Central Prison, hvor der er en kvindeafdeling, i stedet for kongehusets berygtede private Thawee Wattana-fængsel. Yderligere blev fire kongelige livvagter afskediget, to af dem på grund af "utroskab".
Imidlertid blev Goy taget til nåde af kongen og løsladt fra Lat Yao-kvindefængslet den 28. august 2020, for derefter at flyve til München og genindtræde i kongens hof på Grand Hotel Sonnenbichl ved Garmisch-Partenkirchen. En ordre fra kongehuset bekendtgjorde, at Sineenat Wongvajirapakdi var "skyldløs" i enhver forbrydelse og genindtrådte som kongelig gemalinde med virkning, som havde hun aldrig mistet titlen. Efter kongen, og både hans dronning og konkubine, vendte tilbage til Thailand i oktober, og forblev i landet grundet kritik over opholdet i Tyskland, skrev både Andrew MacGregor Marshall og flere udenlandske nyhedsmedier om et læk af intime fotos af Goy, og angivelige intriger i kongehuset, i forsøg på atter at få Goy udstødt.

#### Lejer tysk luksushotel som bolig
Vajiralongkorn lejede et helt luksushotel, Grand Hotel Sonnenbich i Garmisch-Partenkirchen, i den tyske delstat Bayern som bolig siden 2016, hvor han primært opholder sig det meste af året, og kun flyver til Thailand ved særlige lejligheder, der fordrer hans tilstedeværelse. Han har en privat stab på flere end 100 personer med fra Thailand, og ifølge tyske medier holder han et harem på omkring 20 kvinder. Ifølge udenlandske nyhedsmedier siges de, at være opdelt svarende til militærrang med britiske SAS som forbillede, medierne kunne i rangorden navngive 15 af de 20 konkubiner. Da Bayern blev lukket ned i marts 2020 i forbindelse med oronavirusepidemien, hvorunder alle hoteller skulle lukke, blev Grand Hotel Sonnenbich undtaget efter særlig tilladelse, da det blev betragtet som privat bolig for en enkelt homogen gruppe gæster, hvor der ikke var udskiftninger. Den 23. marts blev 119 af kongens stab dog sendt tilbage til Thailand med rutefly grundet Coronavirusepidemien. Trods Thai Airways lukkede de fleste ruter til Europa, forblev München-ruten længere åben.
At arbejde fra et tysk hjem er ikke en langsigtet mulighed for kong Vajiralongkorn, selv om han fik den ny forfatning fra 2016 ændret specifikt, så han kunne fortsætte med at udøve sine kongelige pligter, på trods af at han var bosiddende i udlandet. Men hans træk for at forsikre sig om sin sikkerhed i Bangkok antyder, at han planlægger at vende tilbage dertil på et tidspunkt. Han er også bevidst om kongehusets behov for, at fremme et positivt image i Thailand. Han har for eksempel standset regeringens anvendelse af den drakoniske lese majesté-lov, samt begrænset vejafspærringer når kongelige skulle køres fra og til paladset.
Den 7. oktober 2020 sagde den tyske udenrigsminister, Heiko Maas, i Forbundsdagen: »Vi har gjort det klart, at politik vedrørende Thailand ikke bør føres fra tysk jord. Hvis der er gæster i vores land, der driver deres statsvirksomhed fra vores jord, vil vi altid handle for at modvirke det.« Mediernes omtale af Vajiralongkorns tilstedeværelse i Tyskland – der begyndte mens han var kronprins, et årti før han overtog den thailandske trone – flyttede sig fra tabloidpressens sladderspalter, hvor der blandt andet blev vist fotos af kongen i bizar beklædning med crop top, til forsidestof i seriøse nyhedsmedier. Oberbayerisches Volksblatt nævnte, at "monarkikritikere i Tyskland har sendt et andragende til forbundskansler Angela Merkel og udenrigsminister Heiko Maas, med anmodning om at erklære den thailandske konge persona non grata", og at 150.000 havde underskrevet andragendet.
Coronaviruspandemien og protester i Thailand mod monarkiet tvang Vajiralongkorn til at tage ophold i Thailand i et år fra oktober 2020, indtil han den 8. november 2021 fløj tilbage til München i Tyskland med sit følge på omkring 200 personer og flere end 30 puddelhunde. Forinden var forhold omkring arveafgift og formueskat, som havde været tvivlsomme, blevet afklaret med lovning om, at han ikke ville blive opkrævet disse i Tyskland.

### Genindførelse af enevælde
Der har siden 1960'erne været et symbiotisk (af græsk: samliv) forhold mellem militæret og kongehuset, baseret på gensidig fordel og respekt, hvor militæret får protektion og stolthed over, at være monarkiets beskytter, og den straffrihed der følger med, mens paladset er sikret tilhængere med våben, parat til at handle om nødvendigt. Et eksempel på dette var general Prem Tinsulanonda, en tidligere hærchef, der fungerede som premierminister, og fortsatte med at lede kongens statsråd – og fungerende regent af Thailand en kort periode efter kong Bhumipols død i 2016 – han forblev dybt indflydelsesrig lige til sin død, 98 år gammel i maj 2019.
Udenlandske kritikere mener, at kong Vajiralongkorn (Rama X) er ved at genindføre enevælde i Thailand, det blev ellers ophævet ved en ublodig revolution i 1932. Revolutionsmindepladen forsvandt på mystisk vis kort efter Vajiralongkorn overtog tronen. Vajiralongkorn har tiltaget sig mere magt, blandt andet over militæret og den royale formue på mindst 60 milliarder USD, herunder tilbagetaget større landområder i Bangkok, blandt andet Parlamentshuset og Dusit Zoo. Kongen beskrives som halvskør (oversat fra engelsk: half mad) og uden sans for begrænsninger. Han er længe, tilbage fra sin tid som kronprins, blevet betragtet som "skræmmende uberegnelig". Han lever i Tyskland og flyver tilbage til Thailand i sin egen Boeing 737, eller kommanderer et fly fra det statsejede Thai Airways International til at flyve sig. Han har strammet kontrollen over regeringsfunktioner, for at gøre sig til ubestridt leder.
Efter parlamentsvalget i begyndelsen af 2019, aflagde premierminister Prayuth Chan-o-cha og kabinetsministrene en embedsed, der omfattede et løfte om loyalitet over for kongen, mens den officielle eds sidste sætning, om at opretholde og overholde forfatningen, blev udeladt. Chan-o-cha sagde, at udeladelsen var utilsigtet, men mange i Bangkok mener, at kongen havde beordrede det. Ifølge iagttagere er "det, der sker, en grundlæggende ændring af kongehus-militærforholdet, hvor kongen forfølger sin drøm om at være en enevældig monark og fuldstændig ubestridt hersker".
Historieprofessor ved Cornell University i USA, Tamara Loos, mener, at den række af træk, som kong Vajiralongkorn har taget, siden hans far døde i slutningen af 2016, afslører af han er på vej mod despoti (voldsherredømme). For det første tog han kontrol over Crown Property Bureau, der forvalter den kongelige formue på anslået 30-40 milliarder USD. For det andet afbrød han det politiske kandidatur til sin ældre søster, Ubolratana Rajakanya Sirivadhana Varnavadi, og kaldte hendes forsøg på at opstille som premierministerkandidat for "yderst upassende", og fordømte hendes rolle som kongelig i politik som forfatningsstridig, selvom han selv har spillet en mere aktiv og direkte rolle i politik, end nogen anden konge siden slutningen af enevælden i 1932. For det tredje genoplivede han polygami, da han udnævnte Sineenat "Goy" Wongvajirapakdi til sin kongelige gemalinde, kort tid efter at han havde giftet sig med Suthida Tidjai og gjort hende til dronning. For det fjerde, og måske vigtigste, sker der en grundlæggende ændring i forholdet mellem militæret og monarken. Kongen griber ind i militære anliggender, ligesom han har gjort det med statsrådet, for at manøvrere dem, der er loyale over for ham, til magtpositioner, og opbygge en strømlinet hær, der er loyal over for kongen. Det kan afslutte Thailands militærkuptraditioner til fordel for et militær, der støtter en enevældig konge. Ingen vil kunne udfordre hans magt.

### Demonstrationer mod kongen
Under Vajiralongkorns far, kong Bhumibols 70 år lange regeringsperiode var udfordringer af kongehuset utroligt sjældne. I juli 2020 begyndte imidlertid åbenlyse demonstrationer med deltagelse af unge studenter rettet mod monarken, trods de strenge love om majestætsfornærmelse med op til 15 års fængsel. Demonstrationerne blev iklædt et Harry Potter, Lord Voldemort-tema med slagordet "Han-som-ikke-kan-nævnes" (“He-Who-Must-Not-Be-Named”), med reference til kongen. Ved demonstrationen om aftenen den 3. august opfordrede menneskerettighedsadvokat Anron Nampa (staves også Anon Nampa) fra scenen ved Bangkoks Democracy Monument (dansk: Demokratimonumentet) til, at kongehusets magt skulle begrænses. »Ingen andre demokratiske lande tillader kongen at have så meget magt over militæret,« fortalte han til 200 demonstranter, med politiet stående ved side af, mens han talte. »Dette øger risikoen for, at et monarki i et demokrati kan blive et absolut monarki.«
Den 7. august blev Arnon Nampa taget i forvaring og sigtet for flere lovovertrædelser i forbindelse med en tidligere separat protest den 18. juli, herunder "at rejse uro og utilbørlighed blandt folket", som har en maksimumsstraf på syv år. Nampa benægtede alle anklager og blev løsladt mod kaution dagen efter. Protester mod kongen var vokset fra en håndfuld fredelige, online-organiserede flash mobs, mest på universitetscampusser, til snesevis af gadedemonstrationer i hele Thailand. Millioner af thailændere følger online hashtags som #FreeYouth.
Den 10. august samledes op mod 10.000 personer om aftenen ved Thammasat University i udkanten af Bangkok, hvor talerne kritiserede kongens rigdom, og magt, og for at tilbringe mere tid i udlandet end i Thailand. Studenterbevægelsen krævede opløsning af parlamentet og udarbejdelse af en ny forfatning. »I dag taler vi åbent om monarkiet,« sagde studenterleder Panusaya Sithijirawattanakul. »Tidligere udsagn vildleder os ved at påstå, at folk, der er født i den kongelige familie, er inkarnationer af guder eller engle. Jeg spørger Jer med al respekt, er I sikre på, at engle eller guder har denne form for personlighed?« Protestlederne havde 10 krav, inklusive ophævelse af lèse-majesté-loven, nedskæringer i kongehusets budget, herunder separation af kongens private formue og den formue kongehuset forvalter gennem "Crown Property Bureau", at forbyde kongen enhver rolle i politik, at beskære den omfattende kongelige sikkerhedsstyrke og at foretage undersøgelser af de forsvundne kritikere af kongen.
Demonstranterne så ud til at være på vej mod en kollision med konservative kongehustilhængere under ledelse af premierministeren, tidligere general Prayuth Chan-o-cha. For at undgå konflikt aflystes en protest, der var planlagt til 12. august, kongens mor, dronning Sirikits fødselsdag, hvor kongen skulle besøge Bangkok. Chan-o-cha udtalte, at han var ukomfortabel med protesterne og spekulerede på, om "de er gået for langt". Tidligere var de studerende blevet advaret "om ikke at krænke [andres] rettigheder eller fornærme landets højeste institution, ingen vil acceptere det". Myndighederne synes dog at frygte en situation som studenterurolighederne den 6. oktober 1976, hvor soldater, politi og medlemmer af højreekstreme grupper omringede Thammasat Universitetets campus og dræbte snesevis af studerendeaktivister, som var samlet for at modsætte sig tilbagevenden af feltmarskal Thanom Kittikachorn, der blev styrtet og flygtede fra landet efter et oprør i oktober 1973. Flere indenlandske online nyhedsartikler, med omtale af studenternes kritik, blev bortcensureret om aftenen den 11. august. Chan-o-cha beordrede en undersøgelse igangsat, af hvem der kunne stå bag studenterurolighederne.
Flere end en million thailændere fulgte på Facebook en kongehuskritisk diskussionsgruppe, "Royalist Marketplace" (dansk: Kongelig Markedsplads), startet i april af en akademiker og kritiker af monarkiet, Pavin Chachavalpongpun, som bor i selvvalgt eksil i Japan. Den 24. august fik gruppen en såkaldt geoblocking, hvilket vil sige at et geografisk område, i dette tilfælde Thailand, ikke kan få adgang til indholdet. Facebook bekræftede over for BBC, at de var "tvunget til at begrænse adgangen til indhold, som den thailandske regering betragtede som ulovligt". Facebook sagde dagen efter, at de planlagde at prøve lovligheden af den thailandske regerings krav ad rettens vej. Premierminister Prayuth Chan-o-cha udtalte, at »Facebook skal respektere den thailandske lov«. Vicepremierminister og udenrigsminister Don Pramudwinai sagde: »Frihed i henhold til international lovgivning er en anden sag. Om det kan gælde for hvad der sker i Thailand afhænger af kvaliteten af de pågældende websteder, om de præsenterer noget, der er gavnligt for thailandske mennesker og samfundet eller ej.« En af Pavin Chachavalpongpun nyoprettet gruppe med samme navn på Facebook fik 700.000 medlemmer på to dage. Facebook reagerede med at blokere alt indholdet, hvorfor Chachavalpongpun ikke er sikker på, om Facebook vil følge op med retssager om ytringsfrihed. Også nogle af journalist og redaktør Andrew MacGregor Marshalls kongehuskritiske opslag blev samtidigt blokeret i Thailand.
En uge før bebudede studenterdemonstrationer den 19. september, bad myndighederne universitetsledere om at stoppe de studerende, der kræver reform af monarkiet, og advarede om, at sådanne krav kan føre til vold. Demonstrationer blev dog gennemført, i alt deltog mellem 30.000 og 50.000 mennesker, da demonstrationen var på sit højeste lørdag aften, den 19. september, uden forekomst af alvorlige hændelser. Demonstrationer ebbede ud i løbet af 2020.
Thailands forfatningsdomstol afgjorde den 10. november 2021, som svar på en klage fra en royalistisk (kongehustilhænger) advokat, at tre prodemokratiske aktivister, der opfordrede til reform af monarkiet, forsøgte at vælte nationens regeringssystem med kongen som statsoverhoved. Afgørelsen forbød enhver lignende aktivitet i fremtiden. Flere end 150 aktivister var blevet anklaget for majestætsfornærmelse i de forudgående to år.

## Formue

### Kronens Ejendoms Bureau
Kongens formue forvaltes af Crown Property Bureau (forkortet som CPB, dansk: Kronens Ejendoms Bureau), der har sin oprindelse fra Statsrådet, som oprettede et organ til at vedligeholde kongelige familiemedlemmers investeringer i Siams (Thailands daværende navn) økonomi, da landet moderniseredes omkring år 1900. Det var i sin tid kong Rama V (Chulalongkorn), der oprettede systemet. Finansmisteriet blev oprettet i 1890. Indtægterne til CPB kom fra beskatning, monopol i international handel og ejerskab af jord i Bangkok, da monarken blev betragtet som suveræn. I 1930'erne, efter den såkaldte "1932-revolution" og ophøret af enevælde, og overgang til konstitutionelt monarki, blev det egentlige CPB oprettet i 1936, som en fond under Finansministeriet – hverken et departement, eller en privat institution, eller en del af kongehuset – med formålet om en klar opdeling mellem kongens personlige aktiver og kongehusets. CPB aflægger ikke regnskab og mange af besiddelserne er omgærdet af mystik, især jordbesiddelserne. Efter et statskup i 1947 forsøgte royalister (kongehustilhængere) at gennemføre en lov, der adskilte CPB fra regeringen, for at gøre det til en selvstændig juridisk enhed, der tillod kongen at vælge fire udvalg, til at styre enheden sammen med finansministeren. Det medførte, at offentligheden ikke har fri adgang til CPB's regnskaber, hvorfor internationale medier estimerer den thailandske konges rigdom ud fra offentligt kendte større aktiebesiddelser, i for eksempel Siam Cement Group og Siam Commercial Bank og formodet ejerskabe af fast ejendom, mens CPB aldrig har afsløret de nøjagtige tal. Da Thailands økonomi eskalerede i 1980'erne, blev fonden en førende investor på børsen og i industrien. Etableringens af den "specielle karakter" var til fordel for CPB flere gange, for eksempel under den økonomiske krise i 1997, hvor Siam Commercial Bank blev subsidieret af Finansministeriet for at bevare aktiens værdi.
Efter tronskiftet i 2016 sammenlagde Vajiralongkorn CPB med Statsrådet og Royal Security Office (dansk: Kronens Sikkerhedskontor), og han tog i princippet selv fuld kontrol med de sammenlagte institutioner. Samtidig blev alle CPB-aktiver overført til "Hans Majestæts ejerskab, så de kan administreres og forvaltes efter Hans Majestæts skøn", meddelte CPB og præciserede detaljerne i en Kroneejendomslov, der var vedtaget det foregående år. Det tilføjede, at aktiverne "nu ville være i Hans Majestæts navn" og blive skattepligtige. I 2018 indsatte Vajiralongkorn luftmarskal Satitpong Sukvimol, der havde været kongens personlige rådgiver gennem 14 år, som chef for CPB. Efter sammenlægningerne i 2017, udgjorde det samlede budget næsten ni milliarder baht (1,8 milliarder DKK) i 2019. Strenge begrænsninger for, hvad der kan og ikke kan siges om Thailands kongefamilie – ikke mindst den strenge lèse-majesté-lov – betød, at overdragelsen af CPB-aktiverne til kongens ejerskab, næppe blev rapporteret.
CPB blev et af kravene i ungdomsprotesterne i 2020, hvor der blev stillet krav om reformering af monarkiet, herunder at føre CPB tilbage til opdelingen umiddelbart efter 1932-revolutionen, med adskillelse af kongens private ejendom og statens ejendom. Også skatteforhold blev debatteret efter protesterne, men det var uklart, hvordan kronens, eller kongehusets, værdier beskattes, og hvilke der er fritaget for skat. Emnet får begrænset mediedækning på grund af den strenge lov om majestætsfornærmelse.
En majoritetspost på 60 % af aktierne i den internationale kæde Kempinski Hotel Group blev frasolgt til Bahrains kongehus for 1 milliard euro (cirka 7,5 milliarder DKK), mens man beholdt 20% aktier i hotelgruppen. Aktiehandlen var ifølge australske nyhedsmedier årsag til, at en australsk fodboldspiller, Hakeem al-Araibi, der var flygtet fra Bahrain og havde fået asyl i Australien, blev tilbageholdt af thailandske immigrationsmyndigheder (paskontrol) i 76 dage.

### Jordbesiddelser
En del af formuen udgøres af cirka 1.300 hektar (3.200 acres) jord i Bangkok, hvor mange af de centrale bygninger ligger på jord lejet af kongehuset, blandt andre de store Indkøbscentre Siam Paragon og Central World, samt for eksempel Four Seasons Hotel Bangkok. Desuden ejes over 5.000 hektar (13.200 acres) jord uden for byens centrum og rundt om i landet Ifølge den officielle biografi om kong Bhumibol, A Life's Work fra 2011, har kongehuset 40.000 udlejningskontrakter, heraf 17.000 i Bangkok. Kongehuset betaler kun ejendomsskat af ejendomme, der anvendes kommercielt.
Men selv om jordbesiddelserne inkluderer 14 kvadratkilometer i den del af det centrale Bangkok med højeste husleje og eftertragtede kvarterer langs Chao Phraya-floden – anslået til at være 32 milliarder USD (cirka 190 milliarder DKK) værd i 2015 – udlejes kun lidt til kommerciel brug. Det anslås at 93 procent af jorden genererer ringe eller ingen indkomst, udlejet til "meget lavere end markedspriser" til slumkvarterer, statslige agenturer, skoler og andre med særlige forhold til kongehuset. Den sidste kategori inkluderer den amerikanske regering, der i årtier har lejet ambassadørens bolig – et storslået indhegnet palæ – for kun "et par hundrede dollars" om måneden. Kritikere siger, at det uigennemsigtige system tillader kongen at bruge jordbesiddelserne som politiske begunstigelser. Siden den asiatiske finanskrise i 1997 har man dog forsøgt at få højere lejeindtægter fra nye lejere, blandt andre byens største indkøbscentre og store luksushoteller. I 2017 underskrev CPB en aftale om flere byggegrunde til Thailands største private projekt, et kompleks til en værdi af 3,6 milliarder USD (cirka 22 milliarder DKK) med hoteller, lejligheder og indkøbscenter, på et område, der tidligere var bokse-stadion og natmarked.
Efter tronskiftet begyndte Vajiralongkorn at kræve nogle af kongehusets jordbesiddelser i Bangkoks historiske kvarterer tilbage, blandt andre parlamentsbygningen, samt byens ældste og største zoologiske have, Dusit Zoo, der måtte lukke i 2018. Det er uklart, hvad planer kongen har med disse områder, men tilsyneladende er han i gang med at opbygge et stort palads.

### Kongehusets formue
Finanstidsskriftet Forbes har siden 2007 angivet kongen af Thailand som verdens rigeste monark. Formuen blev i 2019 anslået til 43 milliarder USD (cirka 275 milliarder DKK), mens nogle medier skønnede 60 milliarder USD (omkring 400 milliarder DKK). BBC anslog i 2019 aktiverne til at være mellem 30 milliarder og 40 milliarder USD, svarende til omkring 200 til 250 milliarder DKK, hvilke gav kongehuset et årligt afkast på omkring 300 millioner USD (cirka 2 milliarder DKK). I A Life's Work anslog Porphant Ouyyanont kongehusets formue til en billion baht (omkring 200 milliarder DKK), og i 2014 mente han, at formuen var steget til 43,8 milliarder USD (omkring 275 milliarder DKK).
Forhenværende Reuters-redaktør for Asien, Andrew MacGregor Marshall, opgjorde i 2019 formuen til mindst 100 milliarder USD (cirka 650 millarder DKK), da tallene Forbes anvender, 30 milliarder USD, er fra 2009 og nedjusteret i forbindelse med finanskrisen i 2008. Ligeledes bør afkastet af formuen justeres. Dividende (aktieudbytte) fra Siam Commercial Bank (SCB) og Siam Cement Group (SCG), som kongen er storaktionær i, udgjorde 352 millioner USD (cirka 2 milliarder DKK) i 2019 i offentlige tal, da både ejerandele på henholdsvis 23,53 procent af SCB og 33,64 procent af SCG er offentligt registreret på Thailands børs, Siam Stock Exchange (SET). Lejeindtægter fra de store ejendomsbesiddelser er derimod svære at skønne, da flere end 40.000 lejeaftaler, hvoraf 17.000 alene i Bangkok, ikke er offentligt tilgængelige, men et konservativt skøn lyder på en værdi af flere hundrede millioner USD, selv om en del af aftalerne er til en lavere leje end markedspriser. Ud fra at anslåede indkomster fra aktiverne i 2009 udgjorde 296 millioner USD og i 2011 362 millioner USD, skønnes indtægten at være mellem 500 million og 1 milliard USD (mellem 3 milliarder og 6 milliarder DKK) i 2020-tal.
Mahidol-familien, både tidligere kong Bhumibol og den nuværende konge, modtog tillige hvert år store pengegaver fra nogle af nationens rigeste familier, blandt andet til kongens 67-års fødselsdag i 2020. Hvor meget familien gennem årene har opbygget i privat formue, og hvor meget Vajiralongkorn arvede efter Bhumipols død, er ukendt, men kunne være et milliardstort beløb. Thailands rigeste familier efter Mahidol-klanen (kongefamilien) er Chearavavanont-klanen med anslået formue på 35 milliarder USD (cirka 220 milliarder DKK), ejer af CP Group, og ThaiBev-grundlægger Charoen Sirivadhanabhakdi med en formue på mindst 14,5 milliarder USD (cirka 90 milliarder DKK), samt Aimon Srivaddhanaprabha, enke efter King Power grundlægger Vichai Srivaddhanaprabha, med en formue over 5,9 milliarder USD (cirka 37 milliarder DKK).
Ifølge nyhedsmediet Financial Times rådede kongehuset i 2020 over 38 jetfly og helikoptere, fordelt på fire Boeing og tre Airbus kommercielle fly, tre russiskbyggede Sukhoi Superjet 100, fire Northrop F-5 lette jetkampfly og 21 helikoptere. De årlige driftsomkostninger af flyflåden blev opgjort til to milliarder baht (cirka 400 millioner DKK).

### Apanage
Ud over kongehusets egen formue, betaler den thailandske stat apanage til drift af monarkiet. I 2020 udgjorde beløbet 29,728 milliarder baht – svarende til omkring 6 milliarder DKK – hvilket udgjorde 0,93 procent af statsbudgettet. Apanagen er opdelt i et direkte og et indirekte budget. 19,685 milliarder baht (cirka 4 milliarder DKK) anvendes på aktiviteter direkte relateret til kongehuset, herunder sikkerhed og rejser. Andre 10,043 milliarder baht (cirka 2 milliarder DKK) er et indirekte budget til kongelige projekter, aktiviteter til ære for kongen og PR.

## Arvefølge
Kong Vajiralongkorn har endnu ikke udpeget en tronarving. Kongehusloven, der styrer arvefølgen, blev oprindeligt kodificeret i Ayutthaya-kongeriget (1351-1767) for seks århundreder siden og revideret af kong Vajiravudh (kong Rama VI af Siam 1910-1925), i 1924, forbyder en kvinde at regere som monark. Artikel 13 i 1924-loven siger: "For øjeblikket er det stadig ikke passende for en kvinde at tiltræde tronen som suveræn dronning." Siden 1974 har successive thailandske forfatninger imidlertid tilladt muligheden for en kvindelig monark, hvis hun er datter af den tidligere monark. Efter afslutningen af den thailandske kongelige polygami-æra, hvor monarker har langt færre afkom, var det fornuftigt for Chakri-dynastiet, at følge adskillige andre kongelige familier rundt om i verden og tillade kvindelig arvefølge, da der ellers er risiko for, at dynastiet slutter, hvis en konge kun har døtre. Selvom Kongehusloven forbyder en kvinde at regere som monark, er dette ikke en hindring, da Vajiralongkorn bare kunne ændre loven, når han vil, og hvis han dør pludseligt, kan lederen af statsrådet også ændre den.
Kong Vajiralongkorn har fem sønner, men de fire af dem – fra hans andet ægteskab med Yuvadhida Polpraserth – er frataget deres titler og forvist fra Thailand. I august 2023 dukkede den næstældste søn, Vacharaesorn Vivacharawongse, dog overraskende op i Thailand, for at studere thailandsk kultur og livsstil.
Den femte søn og yngste barn, Dipangkorn Rasmijoti – fra hans tredje ægteskab med Srirasmi Suwadee – synes at have en tilstand, der påvirker hans udvikling og kognitive evner betydeligt. Han ser ud til at lide af autisme, selvom dette aldrig er blevet officielt bekræftet. Han er indskrevet på en specialskole for børn med udviklingsproblemer i Geretsried uden for München (Tyskland) og menes næppe at kunne blive i stand til at regere, selv om det er almindeligt antaget, at Dipangkorn bliver udnævnt som kronprins. 
Den mest oplagte tronfølger, enten som dronning eller regent for Dipangkorn, er imidlertid kong Vajiralongkorns ældste datter, prinsesse Bajrakitiyabha, fra hans første ægteskab med prinsesse Soamsawali Kitiyakara, som tillige er det eneste barn med royale forældre – Kitiyakara-klanen, som kong Vajiralongkorns mor, Sirikit af Thailand også kommer fra – de øvrige tre ægteskaber er borgerlige. Bajrakitiyabha er uddannet jurist med en doktorgrad i juridisk videnskab fra Cornell University i 2005. Derefter blev hun ansat på statsadvokatens kontor, først i Bangkok og senere i Udon Thani. Hun blev også fængselsreformaktivist, der kæmpede for kvinders rettigheder i fængslet, og medvirkende til, at få FN til at blive enige om de såkaldte "Bangkok-regler" om human behandling af kvindelige fanger. Bajrakitiyabha blev udnævnt til thailandsk ambassadør i Østrig i 2012, og i 2017 udnævnte FN's Kontor for Narkotika og Kriminalitet hende til "Goodwill-ambassadør for retsstaten i Sydøstasien". I 2021 år fik Bajrakitiyabha rang som general i den kongelige garde og hun tog militærtræning ved Special Warfare Command i Lopburi.
Den 14. december 2022 om aftenen trænede prinsesse Bajrakitiyabha med sine hunde ved et kongeligt militær-arrangement i Pak Chong-distriktet nordøst for Bangkok. Kort efter klokken 18 mistede hun pludselig bevidstheden og kollapsede, fik hjertestop og holdt op med at trække vejret. Bajrakitiyabhas personlige sygeplejerske, som ledsagede hende, var ikke i stand til at genoplive hende. En soldat udførte CPR på hende i mere end en time. Da hun ankom til Pak Chong Nana Hospital ved Nakhon Ratchasima, var hendes situation allerede håbløs trods CPR, på grund af manglende ilt til hjernen. Bajrakitiyabhas blev forbundet til en ECMO-maskine (Ekstra Corporal Membrane Oxygenation), som bruges til at behandle mennesker med alvorlig hjerte- og lungesvigt, ved at cirkulere og ilte blod uden for kroppen. Natten til den 15. december blev hun fløjet med læge-helikopter til Bangkok Hospital og derfra med ambulance til Chulalongkorn Hospital i Bangkok.
Efter prinsesse Bajrakitiyabha kollaps ved hundetræningsarrangementet blev det antaget, at hun havde fået et hjerteanfald. Læger på Chulalongkorn Hospital konstaterede, at prinsessen faktisk havde lidt af en hjerneaneurisme, der forårsagede en massiv subaraknoidal blødning. Lidelsen havde sandsynligvis været der i flere år, men fordi den ikke forårsagede nogen synlige symptomer, havde ingen bemærket det. I mellemtiden voksede ballonen og før eller siden måtte den briste. Den officielle udmelding om prinsesse Bajrakitiyabha tilstand er, at den nu stabil, og hendes hjerteslag bliver kontrolleret med medicin, ifølge en meddelelse fra Kongehuset den 19. december. Den thailandske befolkning blev opfordret til at bede for prinsessens helbredelse. Prinsessen er fortsat i koma (august 2023).
Ifølge den britiske journalist og thailandske kongehusekspert, Andrew MacGregor Marshall, har tabet af prinsesse Bajrakitiyabha bragt den kongelige arvefølgeplanlægning i opløsning. Den overvældende sandsynlighed er nu, at prins Dipangkorn faktisk bliver Rama XI sammen med en regent. Det mest sandsynlige scenarie er, at en af Vajiralongkorns mest betroede allierede, hvilke kan være en hærchef eller lederen af Statsrådet, vil blive regent for Dipangkorn.
Hvis Mahidol-linjen fra Chakri-dynastiet ikke har nogen arving, der opfylder reglerne i Kongehusloven om arv, hvilket virker mere og mere sandsynligt, så er Yugala-klanen den næste i rækken.

## Navne og titler
- 28. juli 1952 – 28. december 1972: Hans Kongelige Højhed pris Vajiralongkorn af Thailand
  - Somdet Phra Chao Luk Ya Ther Chao Fa Vajiralongkorn
(thai: สมเด็จพระเจ้าลูกยาเธอ เจ้าฟ้าวชิราลงกรณ)
- 28. december 1972 – 13. oktober 2016: Hans Kongelige Højhed Kronprinsen af Thailand
  - Somdet Phra Boromma Orasathirat Chao Fa Maha Vajiralongkorn Sayam Makut Ratcha Kuman
(thai: สมเด็จพระบรมโอรสาธิราช เจ้าฟ้ามหาวชิราลงกรณ สยามมกุฎราชกุมาร)
- 13. oktober 2016 – : Hans Majestæt Kongen of Thailand
  - 13. oktober 2016 – 4. maj 2019: Somdet Phra Chao Yu Hua Maha Vajiralongkorn Bodindradebayavarangkun
(thai: สมเด็จพระเจ้าอยู่หัวมหาวชิราลงกรณ บดินทรเทพยวรางกูร)
  - 4. maj 2019 – : Phrabat Somdet Phra Paramenthra Ramathibodhi Srisin Maha Vajiralongkorn Mahison Bhumibol Rajavarangkun Kitisirisumbun Adulyadej Sayaminthrathibet Ratwarodom Borommanat Bophit Phra Vajira Klao Chao Yu Hua
(thai: พระบาทสมเด็จพระปรเมนทรรามาธิบดีศรีสินทรมหาวชิราลงกรณ มหิศรภูมิพลราชวรางกูร กิติสิริสมบูรณ์อดุลยเดช สยามินทราธิเบศรราชวโรดม บรมนาถบพิตร พระวชิรเกล้าเจ้าอยู่หัว)

## Dekorationer
- Danmark: Ridder af Elefantordenen (R.E.)  (2001)[151]